# Leilaus (Ort)
Leilaus ist ein osttimoresischer Ort südlich der Landeshauptstadt Dili. Er liegt im Westen des Sucos Dare (Verwaltungsamt Vera Cruz, Gemeinde Dilil) südlich der Straße, die den Suco von Ost nach West durchquert.
Der Ort ist das Zentrum der Aldeia Leilaus. Hier befindet sich der Sitz der Aldeia und die Grundschule. Südwestlich von Leilaus liegt ein Friedhof.